# 近藤弘基
近藤 弘基（こんどう ひろき、1993年2月12日 - ）は、愛知県名古屋市東区出身の元プロ野球選手（外野手）。右投右打。実父は中日ドラゴンズに所属していた近藤真市で、現役時代は親子で中日へ在籍していた。

## 経歴

### プロ入り前
父の影響で小学校3年頃から野球を始め、中学時代には軟式野球部に所属したが練習嫌いであったという。進学先に悩んでいた中学3年の時、親類の家にあった父が第68回全国高等学校野球選手権大会に出場して登板した享栄対高知商戦のビデオを見たことがきっかけになり、享栄高等学校に進学して野球漬けの高校生活を送った。2年でベンチ入りしてその後副主将も務めたが春・夏いずれも甲子園には届かず、卒業後に名城大学法学部法学科に進学。
大学野球部では2年まで三塁手と外野手を兼任したが、3年から外野のみとなってレギュラーに定着した。愛知大学リーグでは3年の春・秋と連続でベストナインに選出され、4年にはキャプテンを務めて春季リーグ戦で敢闘賞を受賞、また3年・4年時と2年連続で愛知大学野球連盟の選抜チームに選出されている。
大学卒業後も社会人野球でプレーを続けることを希望していたが、実父の真市が在籍する中日の落合博満ゼネラルマネジャーが選手としての将来性を高く評価していたことから、2014年のNPB育成ドラフト会議で中日から4巡目で指名。後に、育成選手として入団した。入団当初の背番号は213。

### 中日時代

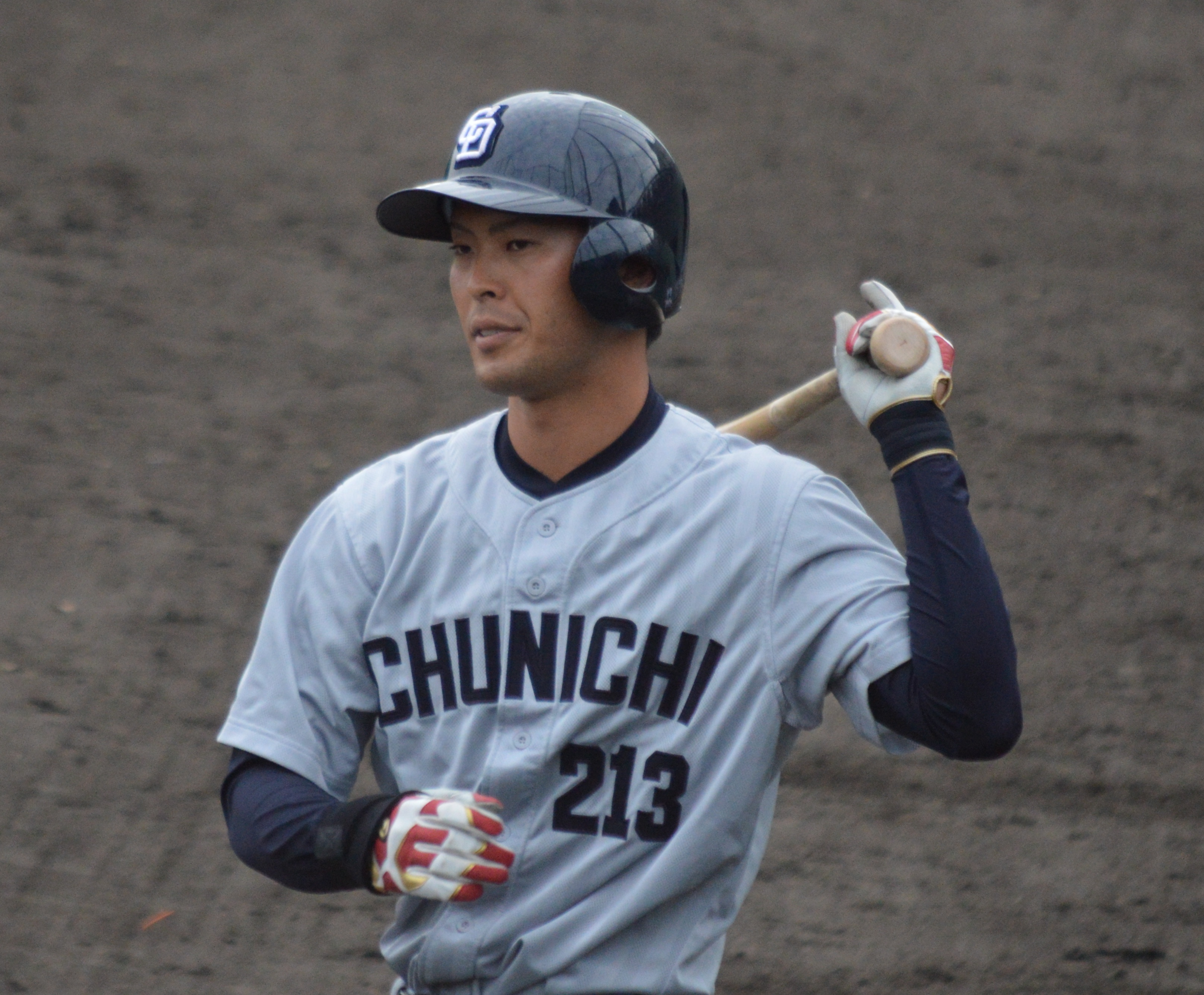
育成選手時代（2015年）

2015年は支配下登録ならず、二軍成績は22試合出場で0本塁打、2打点、打率.125に終わる。
2016年7月14日に支配下登録され、背番号が67に変更された。8月2日対読売ジャイアンツ戦にて2番・左翼手でプロ初スタメン初出場。第2打席にプロ初安打となるセンター前ヒットを放ち、第3打席ではプロ初打点を挙げた。その後も1安打を放ち、プロ初スタメンで猛打賞を記録し父と同様に派手なデビュー戦となった。8月14日の阪神タイガース戦では岩崎優からプロ初本塁打を放った。二軍成績は49試合出場で4本塁打、17打点、打率.231を記録。
2017年は14試合の出場に終わり、2018年は5試合に出場して無安打に終わった。
2019年は二軍で自己最多の80試合に出場するも、3本塁打、17打点、6盗塁、打率.215と低打率にあえぐ。支配下登録になってから初の一軍出場なしに終わり、10月1日に戦力外通告を受けた。11月12日に開催された12球団合同トライアウトに参加するも4打席ともフライアウトに終わった。NPB他球団から獲得のオファーはなく、同月27日に現役からの引退を表明した。引退表明時点での年齢は26歳で、享栄高校からの入団8年後（1994年）に引退した真市と同じだった。12月2日付で、NPBから自由契約選手として公示。

### 現役引退後
中日球団から戦力外通告を受けた際の打診がきっかけで、2020年シーズンから、中日の球団職員として二軍のサブマネジャーを務めている。中日では真市もコーチ退任後の2019年からスカウトとして活動しているが、実の親子が同じ時期に同じ球団のスタッフを務めることは、NPBでは異例である。

## 選手としての特徴・人物
パンチ力を秘める中距離打者。外野守備では初動が早く、範囲の広さが武器。50m走のタイム6秒1、遠投120mを記録するなど高い身体能力を誇る。
愛称は「ジュニア」。
小学生時代は野球の他に水泳、ピアノ、そろばんを習っていた。

## 詳細情報

### 年度別打撃成績
| 年 度    | 球 団    | 試 合 | 打 席 | 打 数 | 得 点 | 安 打 | 二 塁 打 | 三 塁 打 | 本 塁 打 | 塁 打 | 打 点 | 盗 塁 | 盗 塁 死 | 犠 打 | 犠 飛 | 四 球 | 敬 遠 | 死 球 | 三 振 | 併 殺 打 | 打 率 | 出 塁 率 | 長 打 率 | O P S |
| -------- | -------- | ----- | ----- | ----- | ----- | ----- | -------- | -------- | -------- | ----- | ----- | ----- | -------- | ----- | ----- | ----- | ----- | ----- | ----- | -------- | ----- | -------- | -------- | ----- |
| 2016     | 中日     | 21    | 49    | 43    | 5     | 8     | 2        | 0        | 2        | 16    | 4     | 0     | 0        | 2     | 0     | 3     | 0     | 1     | 13    | 0        | .186  | .255     | .372     | .627  |
| 2017     | 中日     | 14    | 33    | 29    | 5     | 6     | 1        | 0        | 1        | 10    | 1     | 0     | 0        | 1     | 0     | 3     | 0     | 0     | 7     | 1        | .207  | .281     | .345     | .626  |
| 2018     | 中日     | 5     | 4     | 4     | 0     | 0     | 0        | 0        | 0        | 0     | 0     | 0     | 0        | 0     | 0     | 0     | 0     | 0     | 3     | 0        | .000  | .000     | .000     | .000  |
| NPB：3年 | NPB：3年 | 40    | 86    | 76    | 10    | 14    | 3        | 0        | 3        | 26    | 5     | 0     | 0        | 3     | 0     | 6     | 0     | 1     | 23    | 1        | .184  | .253     | .342     | .595  |

### 年度別守備成績
| 年 度 | 球 団 | 一塁  | 一塁  | 一塁  | 一塁  | 一塁  | 一塁     | 外野  | 外野  | 外野  | 外野  | 外野  | 外野     |
| 年 度 | 球 団 | 試 合 | 刺 殺 | 補 殺 | 失 策 | 併 殺 | 守 備 率 | 試 合 | 刺 殺 | 補 殺 | 失 策 | 併 殺 | 守 備 率 |
| ----- | ----- | ----- | ----- | ----- | ----- | ----- | -------- | ----- | ----- | ----- | ----- | ----- | -------- |
| 2016  | 中日  | 1     | 2     | 0     | 0     | 0     | 1.000    | 14    | 12    | 0     | 0     | 0     | 1.000    |
| 2017  | 中日  | -     | -     | -     | -     | -     | -        | 14    | 17    | 0     | 0     | 0     | 1.000    |
| 通算  | 通算  | 1     | 2     | 0     | 0     | 0     | 1.000    | 28    | 29    | 0     | 0     | 0     | 1.000    |

### 記録
- 初出場・初先発出場：2016年8月2日、対読売ジャイアンツ13回戦（ナゴヤドーム）、2番・左翼手で先発出場
- 初打席：同上、1回裏に今村信貴から中飛
- 初安打：同上、3回裏に今村信貴から中前安打
- 初打点：同上、5回裏に今村信貴から左越2点適時二塁打
- 初本塁打：2016年8月14日、対阪神タイガース21回戦（京セラドーム大阪）、7回表に岩崎優から左越ソロ

### 背番号
- 213（2015年 - 2016年7月13日）
- 67（2016年7月14日 - 2019年）

### 入場曲
- 「Sexy And I Know It」LMFAO（2016年-2019年）